# Бовшовер, Иосиф
Иосиф Бовшовер (идиш יוסף באָוושאָווער‎; 30 сентября 1873, Любавичи, Могилёвская губерния, Российская империя — 25 декабря 1915, Покипси, Нью-Йорк, США) — еврейский поэт, прозаик и переводчик, писавший на идише.

## Биография
Родился в  черте оседлости в Российской империи,  вопреки его желанию отец хотел, чтобы он стал раввином, поэтому Бовшовер бежал из дома, работал на мельнице. Позже эмигрировал и поселился сначала в Лондоне,  а в 1891 году уехал к братьям в Нью-Йорк.
Примыкал к анархическому движению.
В 1894 году у Бовшовера начали проявляться признаки психического расстройства. В 1899 году он был помещён в дом для душевнобольных, где и скончался.

## Творчество
Поэтические наклонности Бовшовер проявил очень рано. Работая на фабрике, он начал писать революционные стихи, которые читал рабочим, за что был уволен хозяевами фабрики. Под псевдонимом «Турбов» печатал стихи, рассказы, статьи в еврейской рабочей прессе Америки и Англии, преимущественно в анархо-коммунистической газете на идиш  Arbeter-Fraynd ("אַרבעטער־פֿרײַנד", "Рабочие друзья"; встречается также латинская транскрипция Arbeter Fraint), издаваемой Рудольфом Рокером  и в Freie Arbeiter Stimme ( פֿרייע אַרבעטער שטימע,  Fraye arbeṭer shṭime, «Свободный голос труда»), The Spur.
Проникнутая ненавистью к эксплуататорам, поэзия И. Бовшовера преисполнена оптимизма и пафоса борьбы. Стихи Бовшовера, в которых преимущественно описывается в весьма мрачных красках доля рабочего, тенденциозны. Таково же описания им природы. Проникнутая глубочайшей верой в торжество социализма, ненавистью к поработителям и гневом против слабых и покорных, поэзия его чужда рационалистической риторики и слезливого сентиментализма. Полный внутреннего сознания значительности поэтического творчества, необходимости тщательной отделки стиха, Бовшовер в эпоху, когда еврейский литературный язык в Америке был до чрезвычайности загружен германизмами и англицизмами, достигал большого мастерства в области рифмы и ритма. И. Бовшовер, по справедливому замечанию его исследователя, поэта Э. Фининберга, является среди еврейских поэтов первым универсалистом. До конца оптимист, он утвердил в еврейской поэзии традиции Уитмена и Верхарна, преодолев народнически-националистическую жалостливость пафосом борьбы и веры, гневом разрушающей сатиры. Значение И. Бовшовера тем больше, что творил он почти на заре еврейского рабочего движения. Еврейские критики его третировали, но молодое рабочее движение сумело его оценить. Он был чрезвычайно популярен и любим еврейскими массами Америки, Польши и Литвы.
Овладев английским языком, он сам перевёл и напечатал в английском анархистском органе Liberty и в New-York Home Journal ряд своих стихотворений, которые обратили на него внимание английской публики. Перевёл на идиш  «Венецианский купец» Шекспира, написал краткую биографию и предисловие к пьесе. Пьесу в переводе Бовшовера поставил в театре на идиш актер Якоб Адлер,
Переводы  «Фауста» Гёте и «Коварство и любовь» Шиллера остались неопубликованными. В 1899 году он написал эссе  «Vegn poezye» (О поэзии).
Американское издательство Freie Arbeiter Stimme выпустило в 1911 году его «Избранные сочинения»; в 1918 году в Петрограде вышли «Избранные стихи»; в 1931 году в СССР — сборник стихов И. Бовшовера на идише.
Друзья поэта собрали все вышедшее из-под его пера стихи и издали в двух сборниках: «Lieder un Gedichte» и «Bilder und Gedanken».
Под псевдонимом Безил Даль опубликовал 11 поэм на английском языке.